# جانگ جه-این
جانگ جه-این (کره‌ای: 장재인، زادهٔ ۶ ژوئن ۱۹۹۱)، همچنین با نام جانگ جین (انگلیسی: Jang Jane) نیز شناخته می‌شود، خواننده-ترانه‌سرای اهل کره جنوبی است که برای صدای منحصر به فرد خود معروف است. جانگ پس از کسب مقام سوم در ریلتی شوی تلویزیونی کره جنوبی، سوپراستار کی۲، در سال ۲۰۱۰ به شهرت رسید.